# Provincia di Jauja
La provincia di Jauja è una provincia della regione di Junín in Perù

## Geografia antropica

### Suddivisioni amministrative
- Acolla
- Apata
- Ataura
- Canchayllo
- Curicaca
- El Mantaro
- Huamalí
- Huaripampa
- Huertas
- Janjaillo
- Jauja
- Julcán
- Leonor Ordóñez
- Llocllapampa
- Marco
- Masma
- Masma Chicche
- Molinos
- Monobamba
- Muqui
- Muquiyauyo
- Paca
- Paccha
- Pancán
- Parco
- Pomacancha
- Ricrán
- San Lorenzo
- San Pedro de Chunán
- Sausa
- Sincos
- Tunan Marca
- Yauli
- Yauyos